# Cases dels Frares (Poboleda)
Les Cases dels Frares són un conjunt d'edificis catalogats com a monument del municipi de Poboleda (Priorat) inclòs en l'Inventari del Patrimoni Arquitectònic Català.

## Descripció
Conjunt d'edificis que ocupen pràcticament tota una illa al darrere de l'església, amb una gran uniformitat pel que fa a l'alçada edificada i materials de construcció. Tenen planta baixa, entresolat, un pis i golfes, amb obertures diverses i són coberts per teulada contínua a dos vessants. A la façana, també contínua, hi ha 4 portes amb imposta de pedra i arc de mig punt de maó. Sobre la primera, més propera al temple, hi ha una fornícula buida. Actualment presenten obertures no estàndard, fruit de modificacions posteriors.

## Història
Els frares de Scala Dei posseïen diverses dependències a Poboleda, moltes de les quals se situaven als volts del carrer Nou, i entre les quals cal destacar cellers, un forn de pa i diverses cases, entre elles la dita "casa dels frares". Fonts Gondolbeu la data del segle xii, encara que amb tota certesa es tracta d'una data exagerada; també afirma que era la residència dels cartoixans, que després cediren als colons quan es traslladaren al nou convent el 1228. És més probable que es tracti d'una casa-residència dels monjos encarregats des afers del convent al poble i també habitatge per a colons. A la desamortització fou venuda a diversos propietaris. A principis del segle XX hi havia instal·lada l'Escola Pública.